# Маунт-Элгон (национальный парк, Уганда)
Маунт-Элгон — национальный парк Уганды. С 2005 года входит во всемирную сеть биосферных резерватов.

## Физико-географическая характеристика
Национальный парк Маунт-Элгон призван охранять биоразнообразие горы Элгон и её окрестностей. Гора Элгон, высота которой достигает 4322 метра, является четвёртой вершиной Африки. Гора расположена на границе Кении и Уганды. На территории Кении также создан национальный парк Маунт-Элгон, который с 2003 года также является биосферным резерватом. Проводятся консультации по созданию трансграничного резервата.
Потоки, которые стекают с горы, являются источником воды для миллиона человек в округах Мбале, Тороро, Капчорва.
Общая площадь резервата составляет 2088 км², деления на зоны нет.

## Флора и фауна
Растительный мир зависит от высоты. На склонах горы до высоты около 2500 метров преобладают смешанные горные леса, за ними следуют бамбуковые и низкорослые горные леса до высоты 3000 метров, высокие горные леса растут до уровня 3500 метров, после чего начинается пустошь. Склоны горы ранее были покрыты густой растительностью, но в настоящее время а нижней части склонов преобладает сельское хозяйство, расположены поселения.
На горе Элгон обитает более 300 видов птиц. Это западный край ареала таких видов как Cisticola hunteri и Francolinus jacksoni. В парке водятся такие редкие для Уганды виды как Francolinus psilolaemus, Pogoniulus leucomystax и Pinarochroa sordida. Это единственное место в Уганде где был зафиксирован Falco fasciinucha. К редким видам птиц на территории парка также относят Caprimulgus poliocephalus, Linurgus olivaceus и Cryptospiza salvadorii. Эндемиками горы Элгон являются Pogonocichla stellata, Francolinus jacksoni и Apalis pulchra, причём две последние обитают только на территории Уганды.
На территории парка и резервата встречаются такие редкие виды животных как Loxodonta africana, Rhabdomys pumilio. Бабочки Metisella trisignatus и Imbrasia balayneshae обитают только на горе Элгон.

## Взаимодействие с человеком
Большая плотность населения у подножия горы и в окрестностях парка оказывает существенное влияние на сохранение биоразнообразия региона. До объявления о создании национального парка в 1992 году на горе свободные паслись козы и крупный рогатый скот, которые вытаптывали нижний растительный ярус. Леса также вырубались под сельскохозяйствтенные земли. В настоящее время ведутся консультации с местным населением о создании транзитных и буферных зон с разноплановым использованием земли.